# Професорська колонія
Профе́сорська коло́нія (місцева назва — Професо́рська кольо́нія) — місцевість у Личаківському районі міста Львова, що петлею залізниці Підзамче — Личаків відділена від сусідніх місцевостей — Личакова, Кривчиці і Шевченківського гаю. 

## Історія
Професорська колонія виникла на межі XIX і XX століть як район вілл та невеликих будинків на одній зі сприятливих для проживання підвищених ділянок львівських околиць. Будівництво розпочалося у 1935 році. Проєктували колонію архітектори — польський Тадеуш Врубель та львівські — Леопольд Мартин Карасінський та Максиміліан Кочур. Забудова місцевості переважно одно-, дво-, триповерхова, 1930-х років у стилі конструктивізму. Контролював будівництво Комітет розбудови, а фінансувало Товариство кредитування та будування працівників середніх та вищих навчальних закладів Львова. Фактично спілка освітян зводила для себе окремий район, звідси і назва — Професорська колонія. Першими мешканцями колонії були саме професори Львівського університету. 
Крім того у 1950-х роках тут було побудовано декілька барачних будівель, потім будинки початку 1960-х років та сучасні вілли 2000-х років. Помешкання в Професорській колонії, де слабкий транспортний рух та багато зелених насаджень, вважаються престижними. Район характерний тим, що проїжджа́ частина більшості його вуличок надто вузька (на одну машину); вони викладені переважно дрібною базальтовою бруківкою.
Головними вулицями Професорської колонії є вулиці Івана Ніщинського, Ірини Вільде та Міжгірна. Також до місцевості місцевості належать вулиці Казахська, Івана Шишманова, Чумацька, Ялтинська, Адама Коцка та Єпископа Миколая Чарнецького. 
У Професорській колонії мешкали українські літератори Ірина Вільде, Микола Вінграновський та Роман Дідула, а також живописець Євген Манишин та український політик В'ячеслав Чорновіл з дружиною Атеною Пашко.
Нині Професорська колонія вважається одним з елітних районів Львова. 30 липня 2021 року, виконавчий комітет Львівської міської ради ухвалив рішення «Про збереження характеру історичного кварталу „Професорська колонія“ у Личаківському районі Львова», яким заборонив на території Професорської колонії будівництво та руйнування історичних будівель.

## Примітні будівлі
- вул. Вільде, 41 — від радянських часів в будинку містилися пульмонологічне та хірургічне відділення, а також продовольчий склад вузлової лікарні ст. Львів Львівської залізниці (нині — Львівська клінічна лікарня на залізничному транспорті філії ЦОЗ АТ «Укрзалізниця»)[9].
- вул. Ніщинського, 14 — в будинку у 1985—1988 роках мешкав В'ячеслав Чорновіл та його дружина Атена Пашко. Саме тут було відновлено випуск самвидавного журналу «Український вісник» та зароджувалася Українська Гельсінська спілка[7]. На фасаді будинку у травні 2014 року встановлено меморіальну таблицю (скульптор — Володимир Цісарик) в пам'ять про В'ячеслава Чорновола та його дружину Атену Пашко[10].
- вул. Чумацька, 2 — меморіальний будинок письменниці Ірини Вільде.

Світлини забудови Професорської колонії
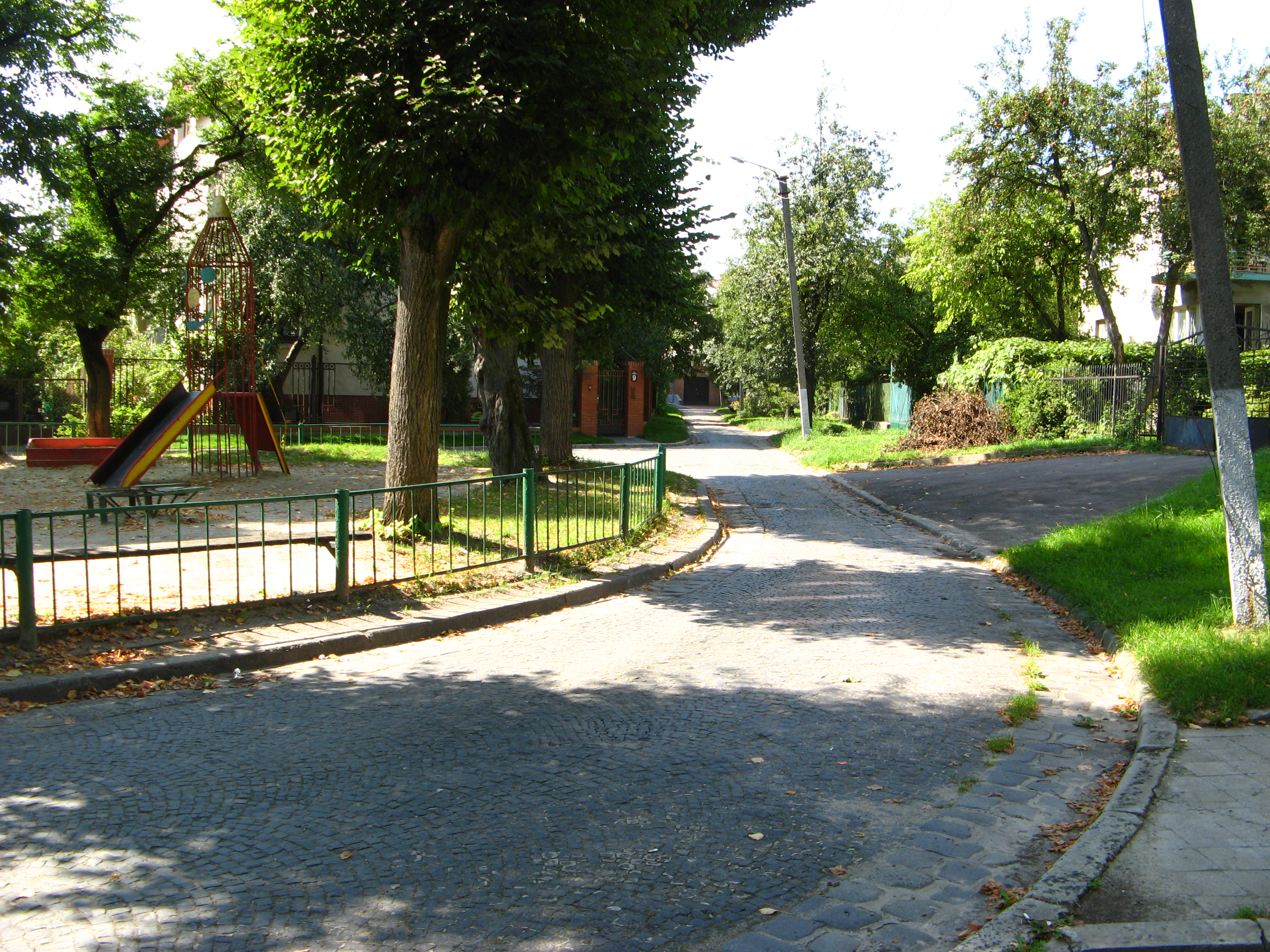
Вул. Ялтинська
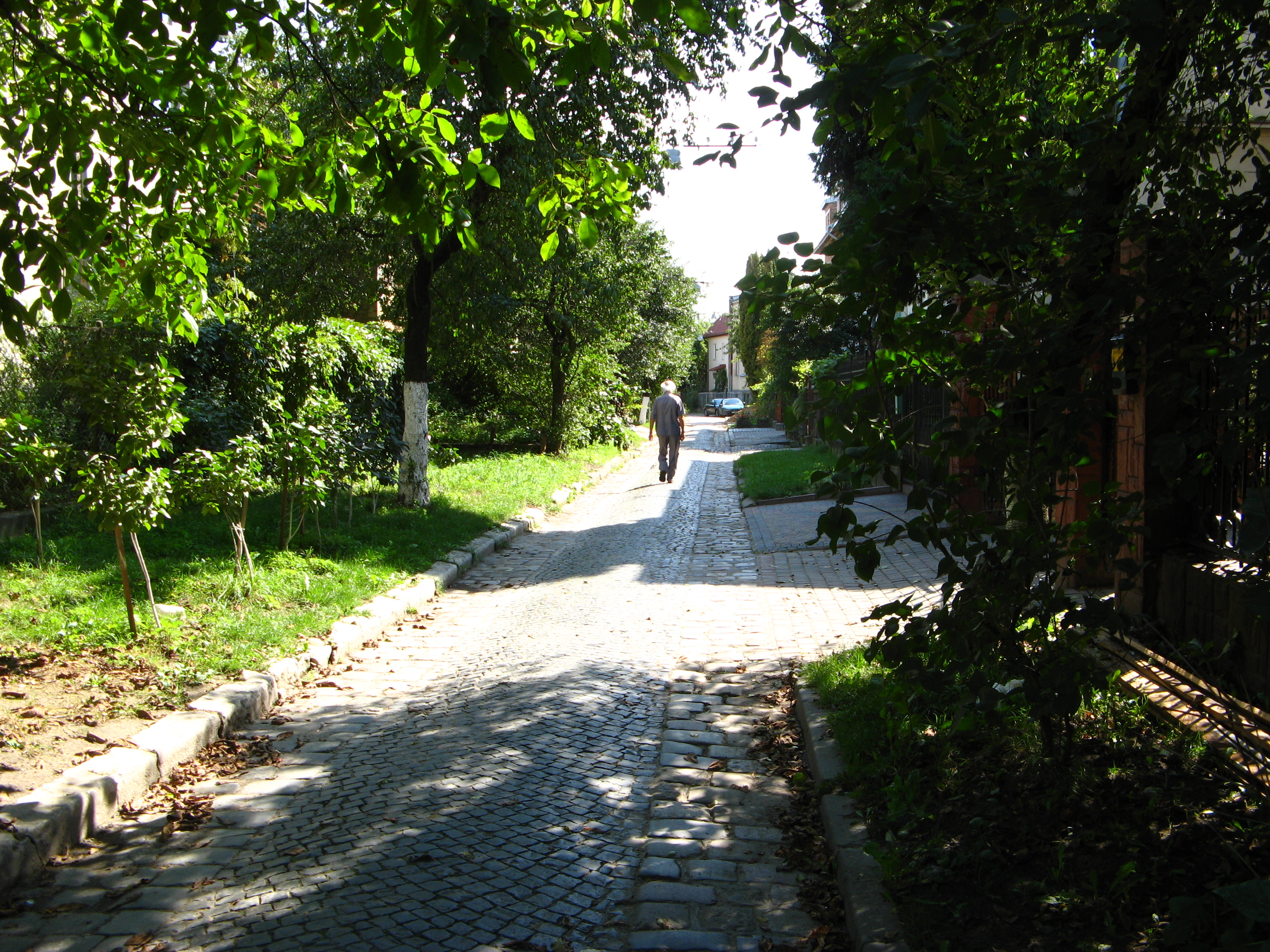
Вул. І. Вільде (південна частина)
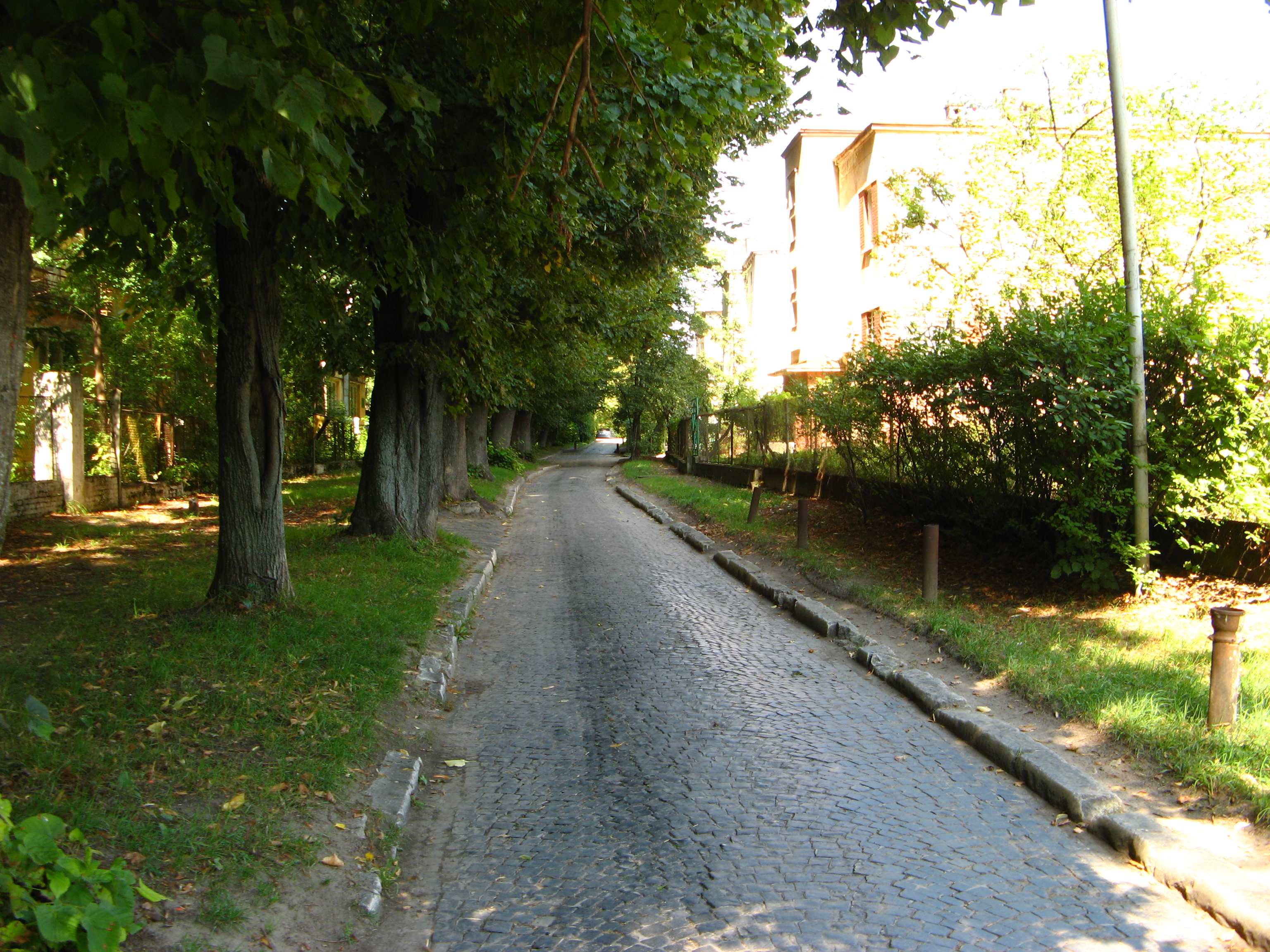
Вул. І. Вільде (північна частина)
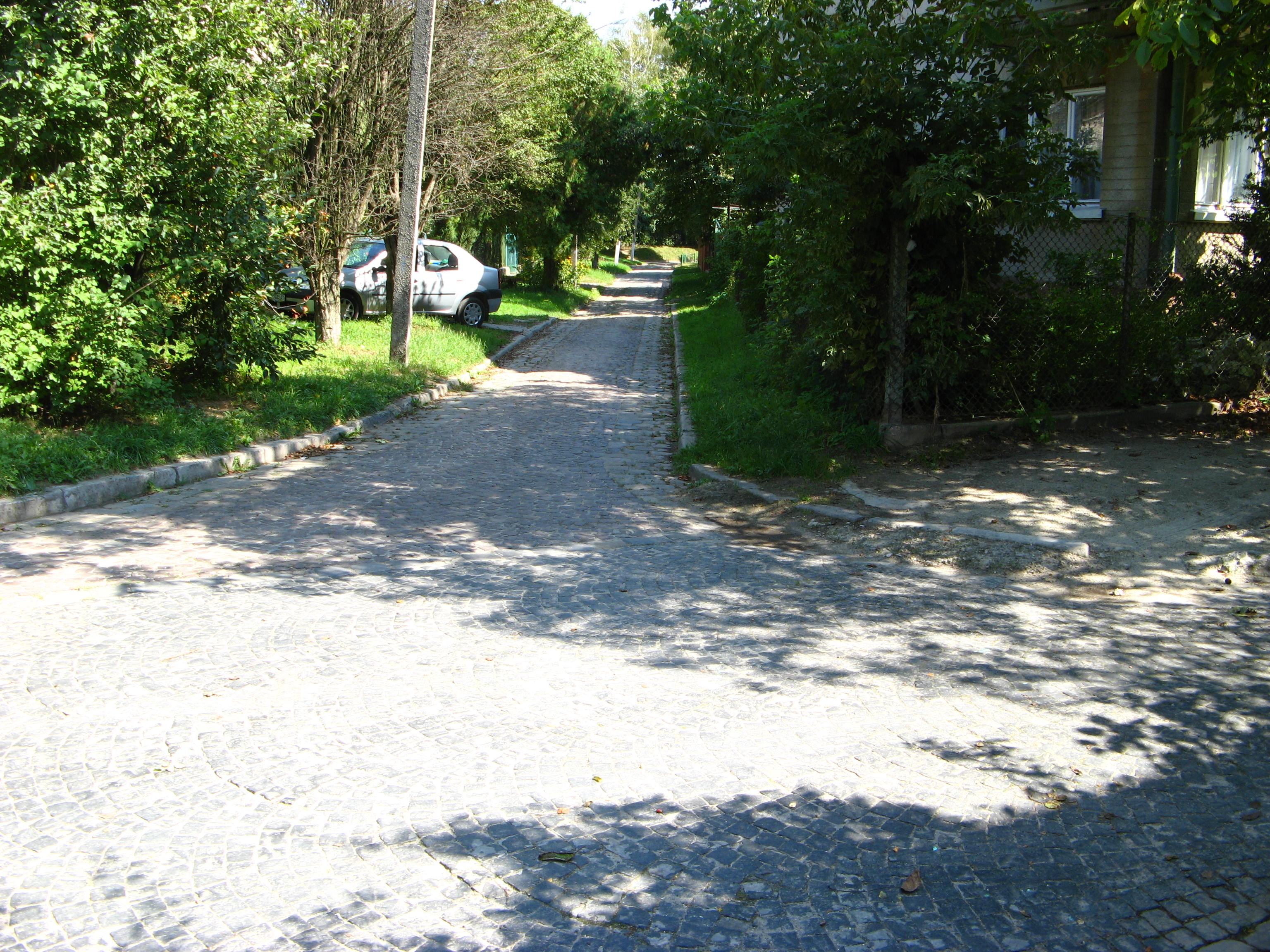
Перехрестя вул. Ялтинської та І. Вільде
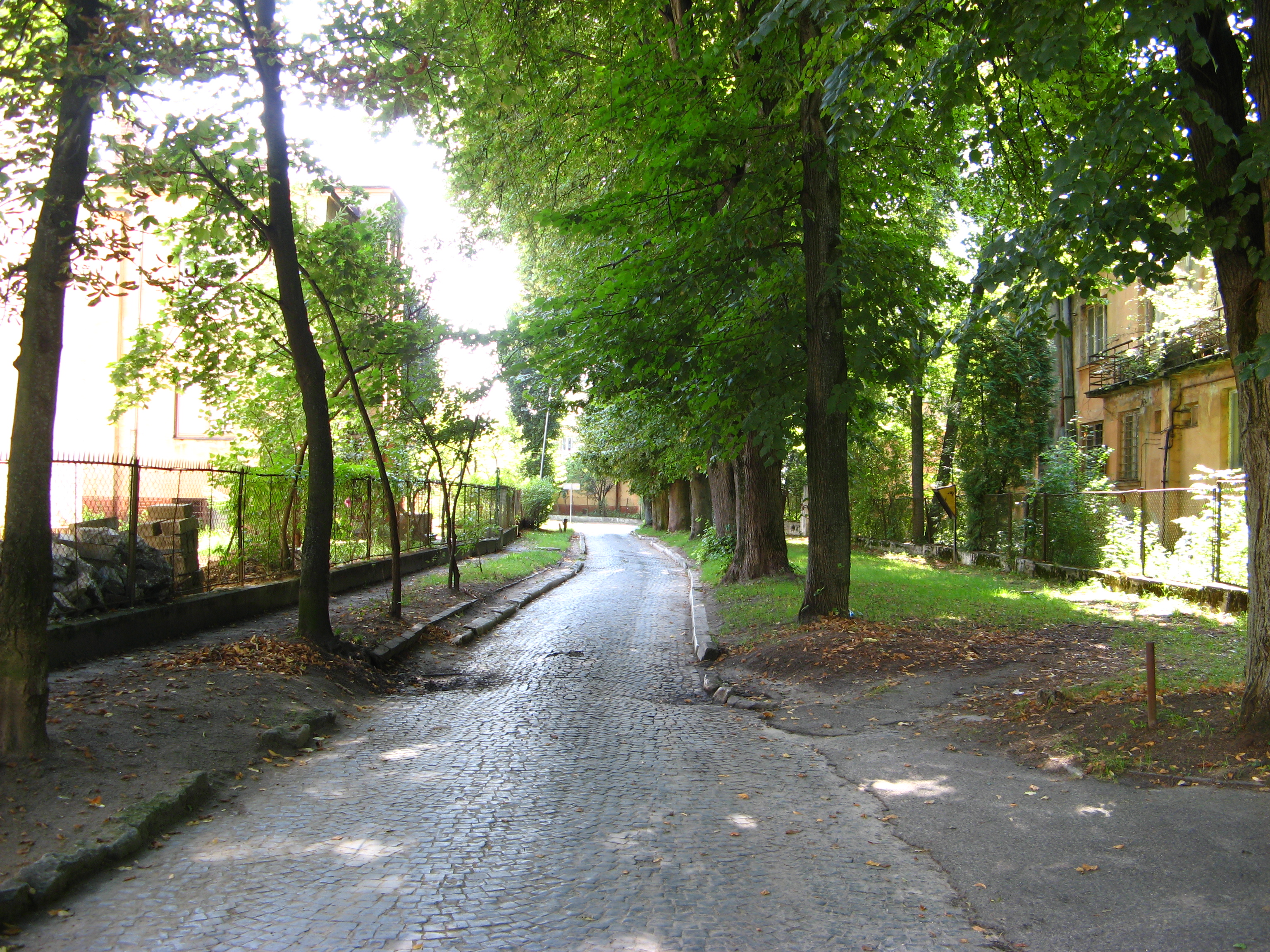
Вул. І. Вільде (біля будівлі, де містилися відділення лікарні клінічної лікарні Львівської залізниці)
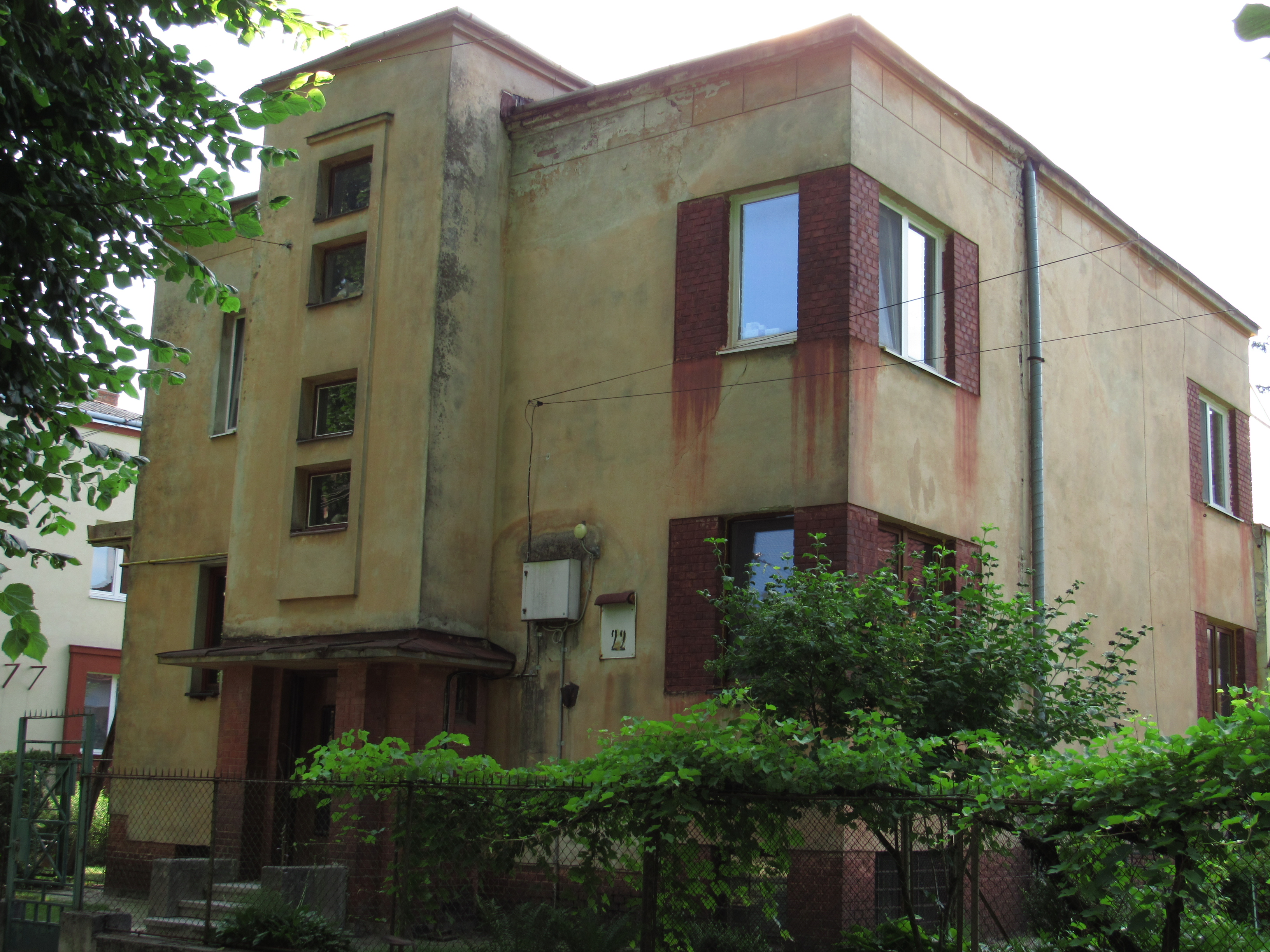
Житловий будинок (вул. Вільде, 22)
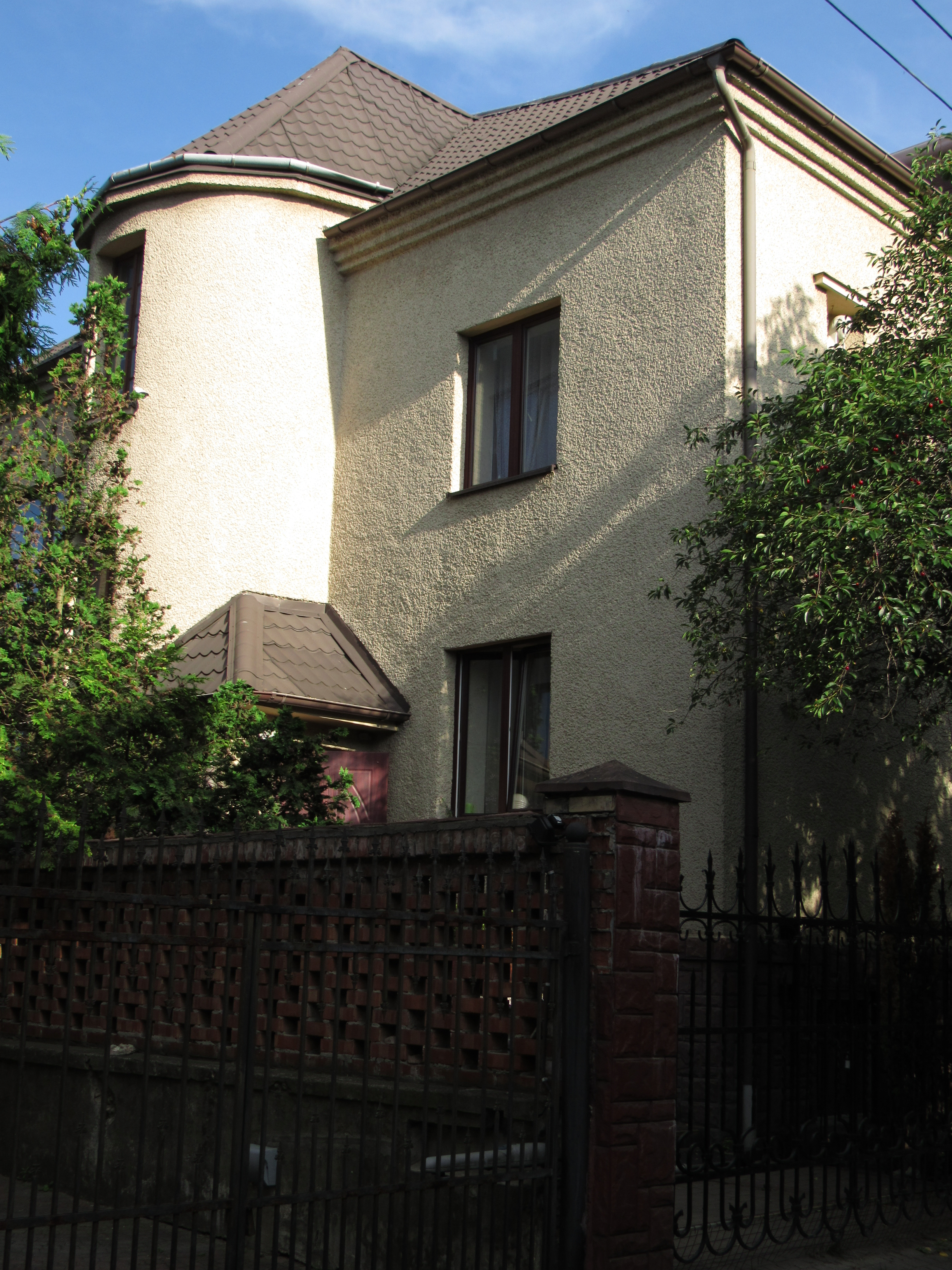
Житловий будинок (вул. Вільде, 25)
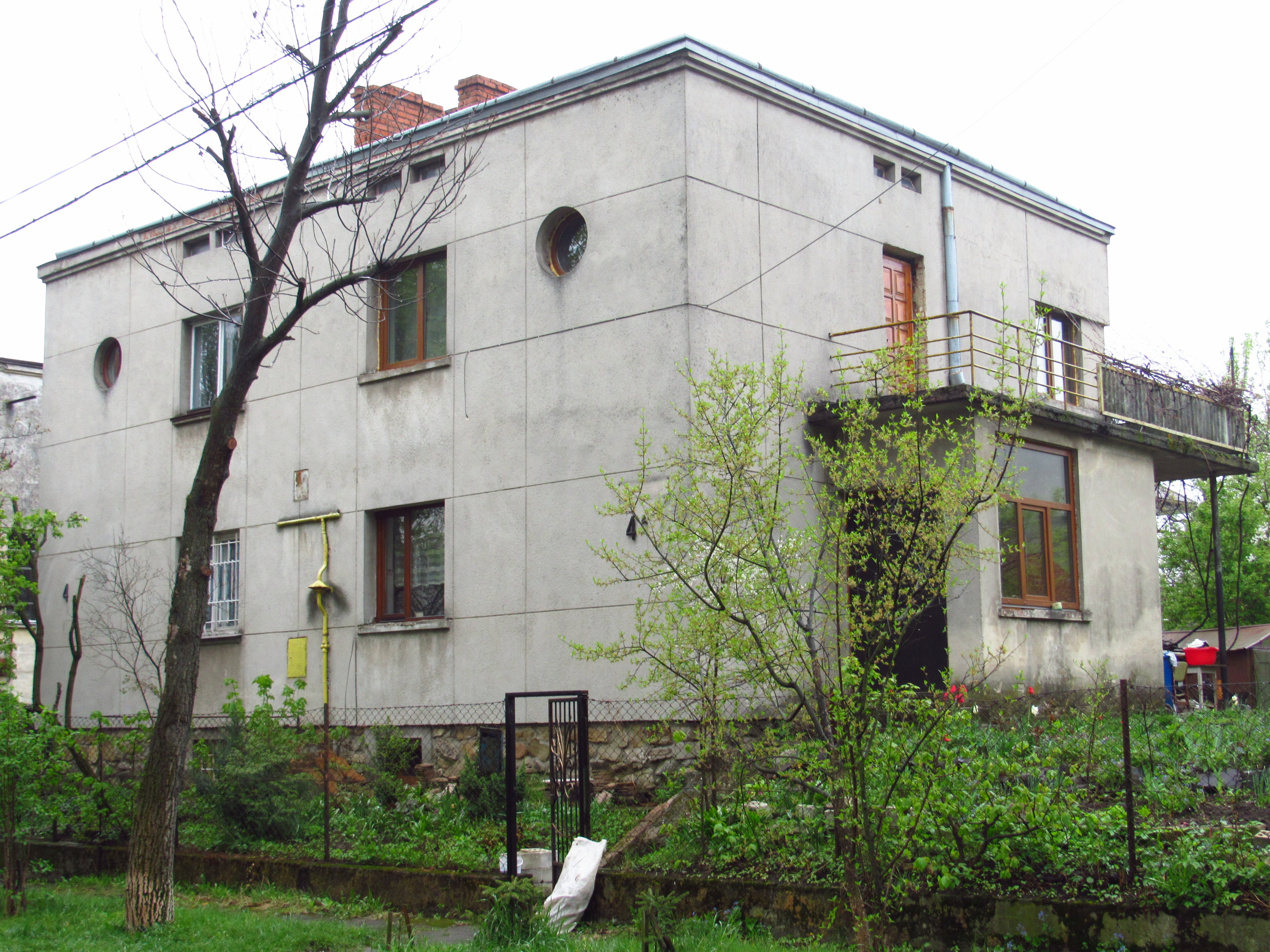
Житловий будинок (вул. Ніщинського, 4, 4а)
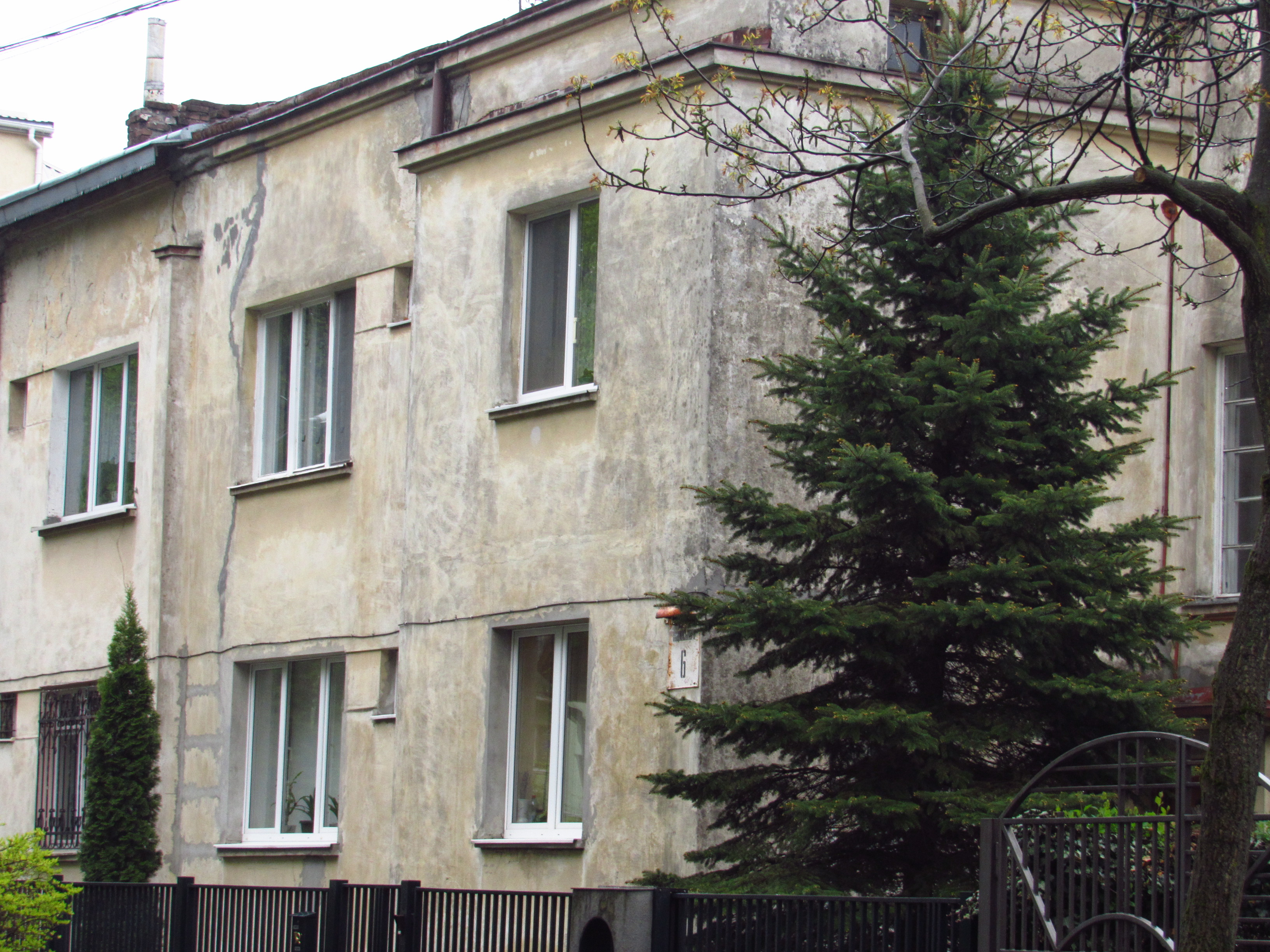
Житловий будинок (вул. Ніщинського, 6)
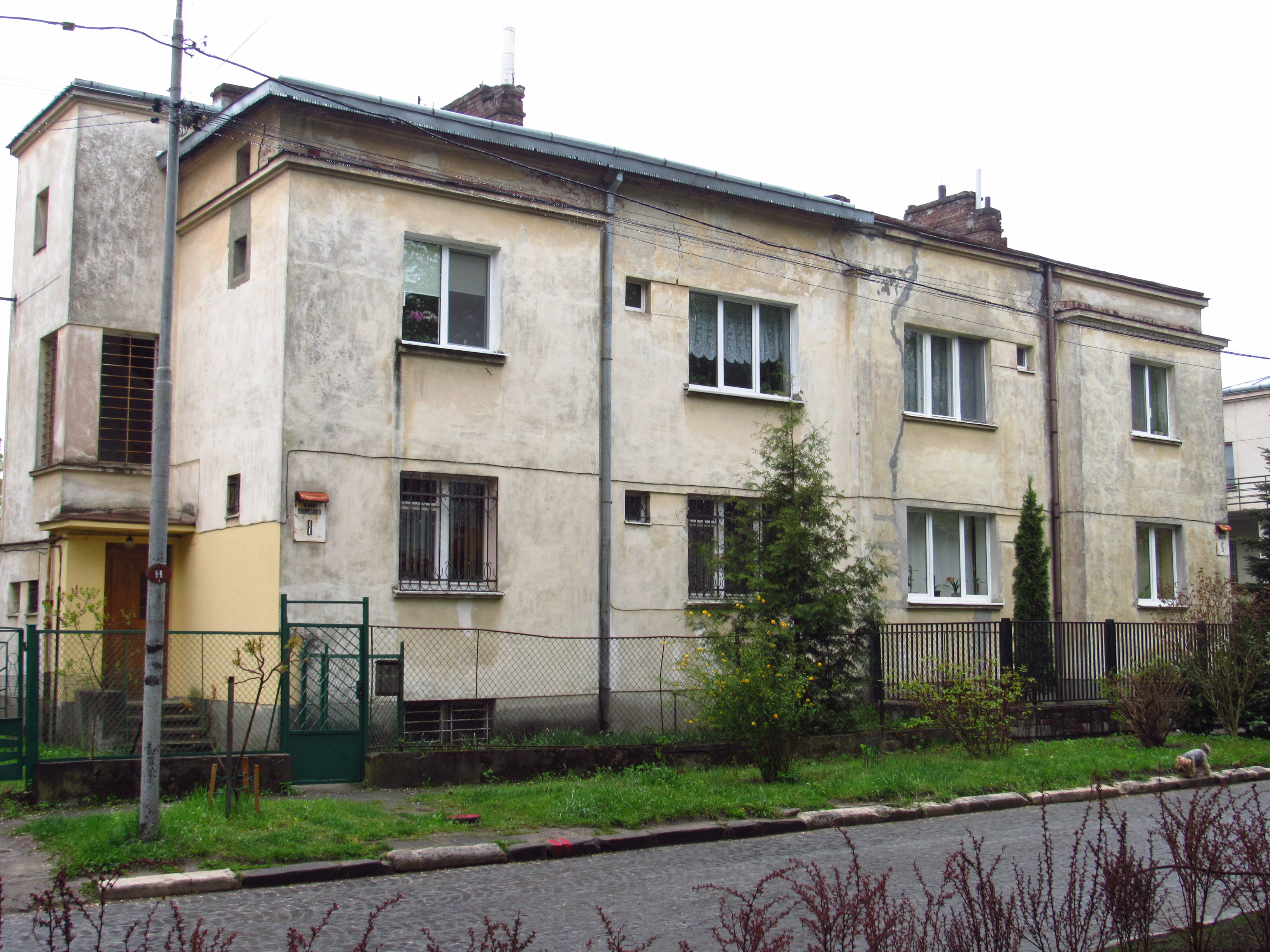
Житловий будинок (вул. Ніщинського, 8)
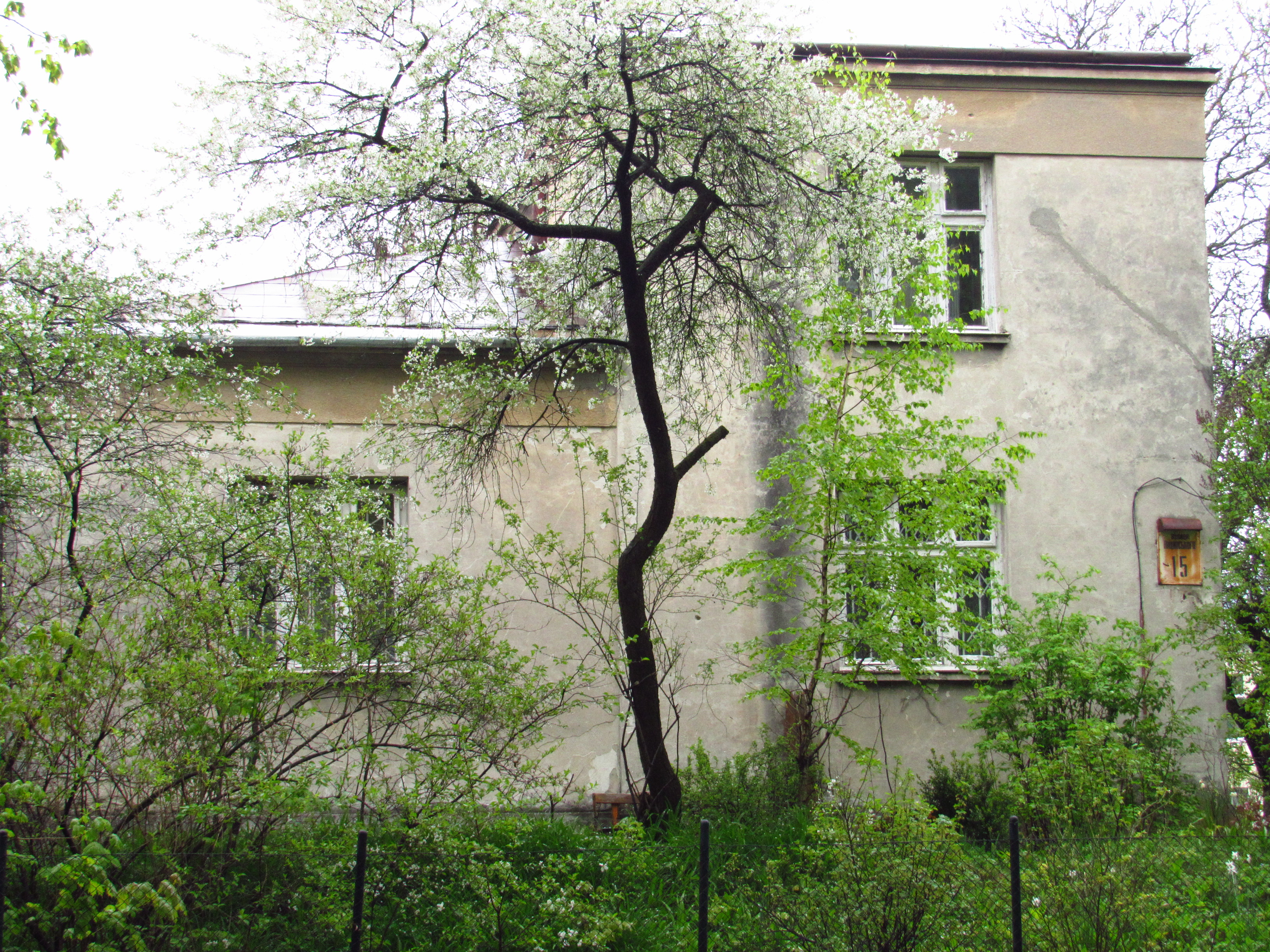
Житловий будинок (вул. Ніщинського, 15)
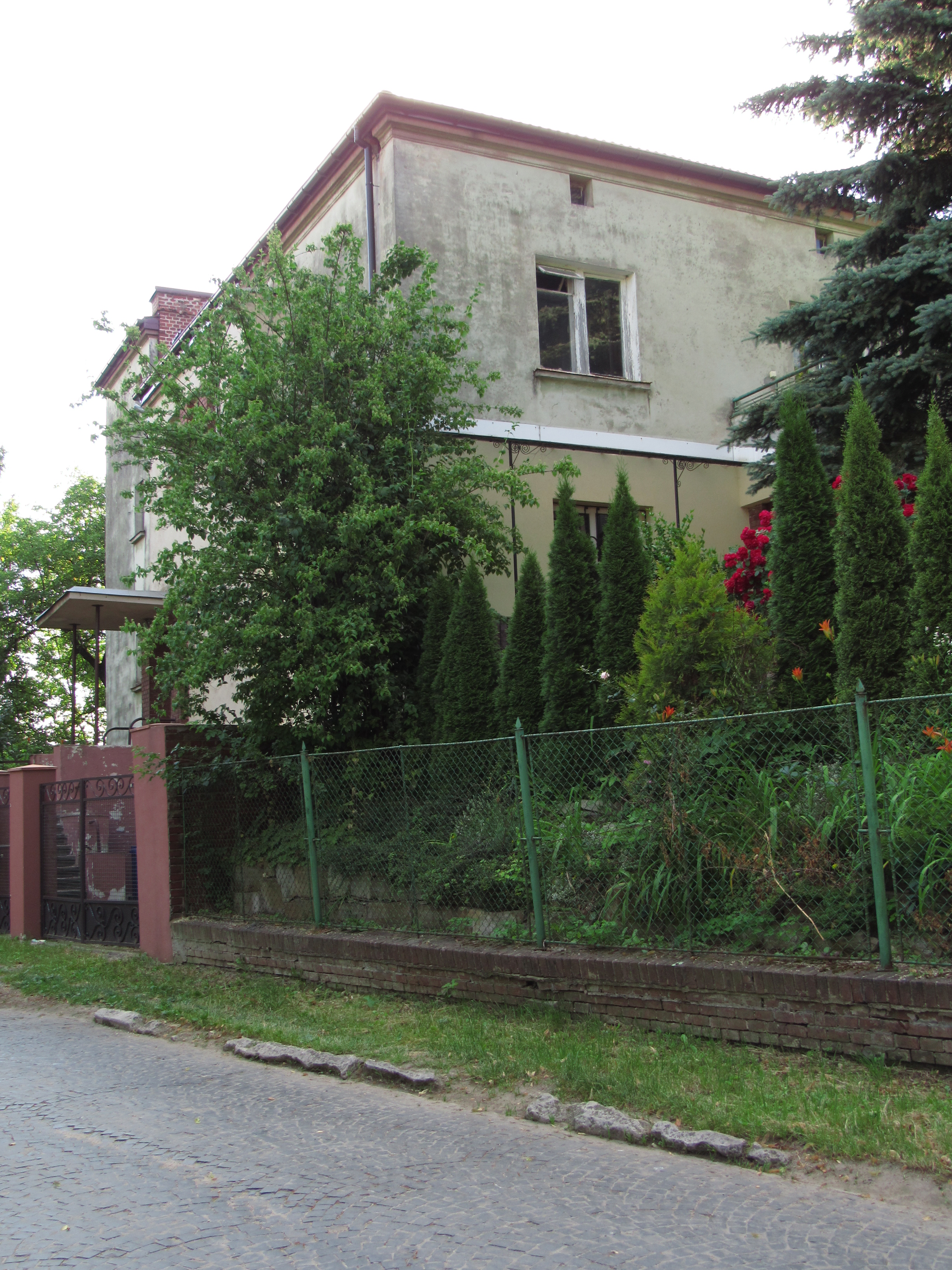
Житловий будинок (вул. Чумацька, 2)
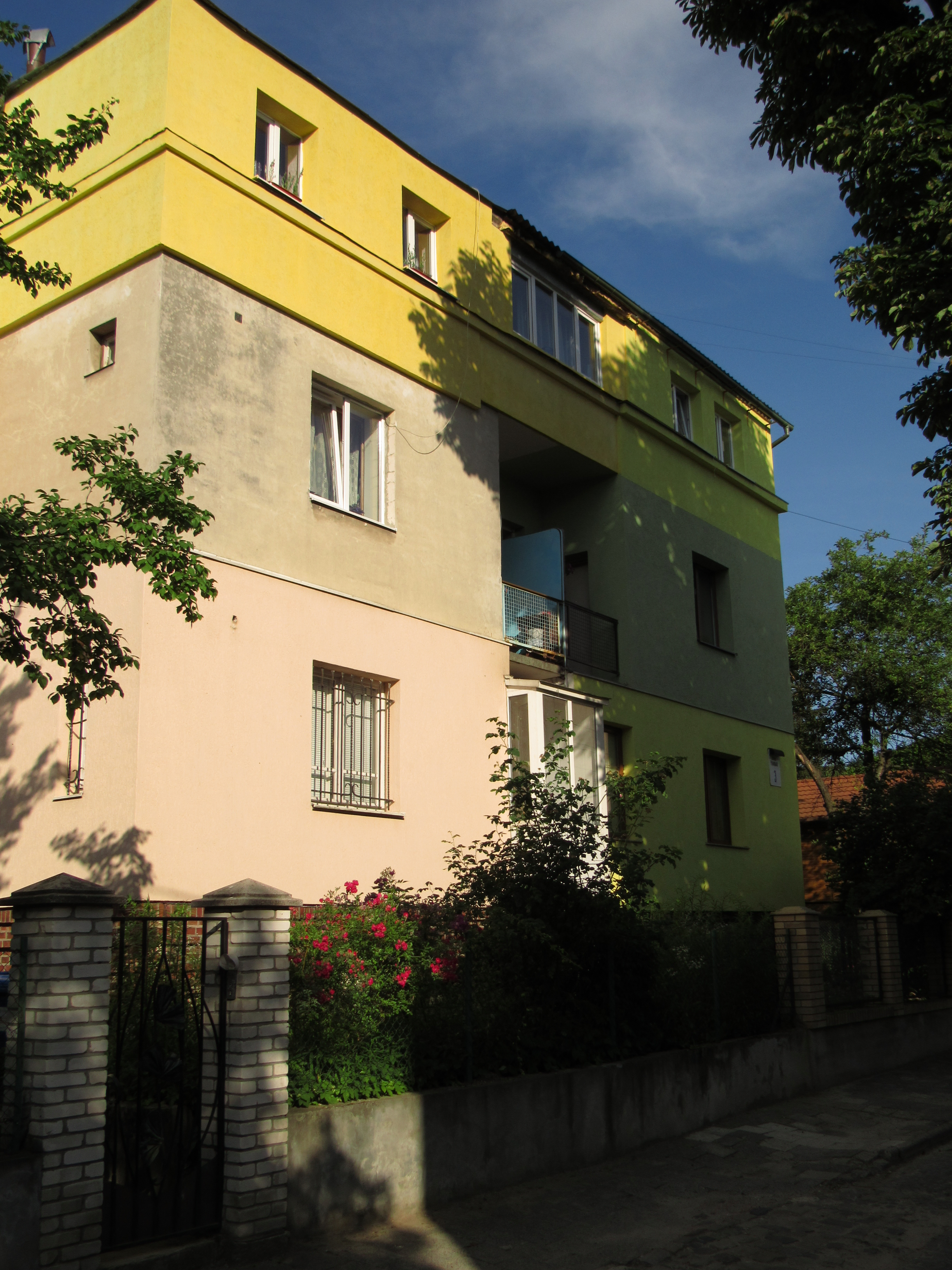
Житловий будинок (вул. Чумацька, 3)
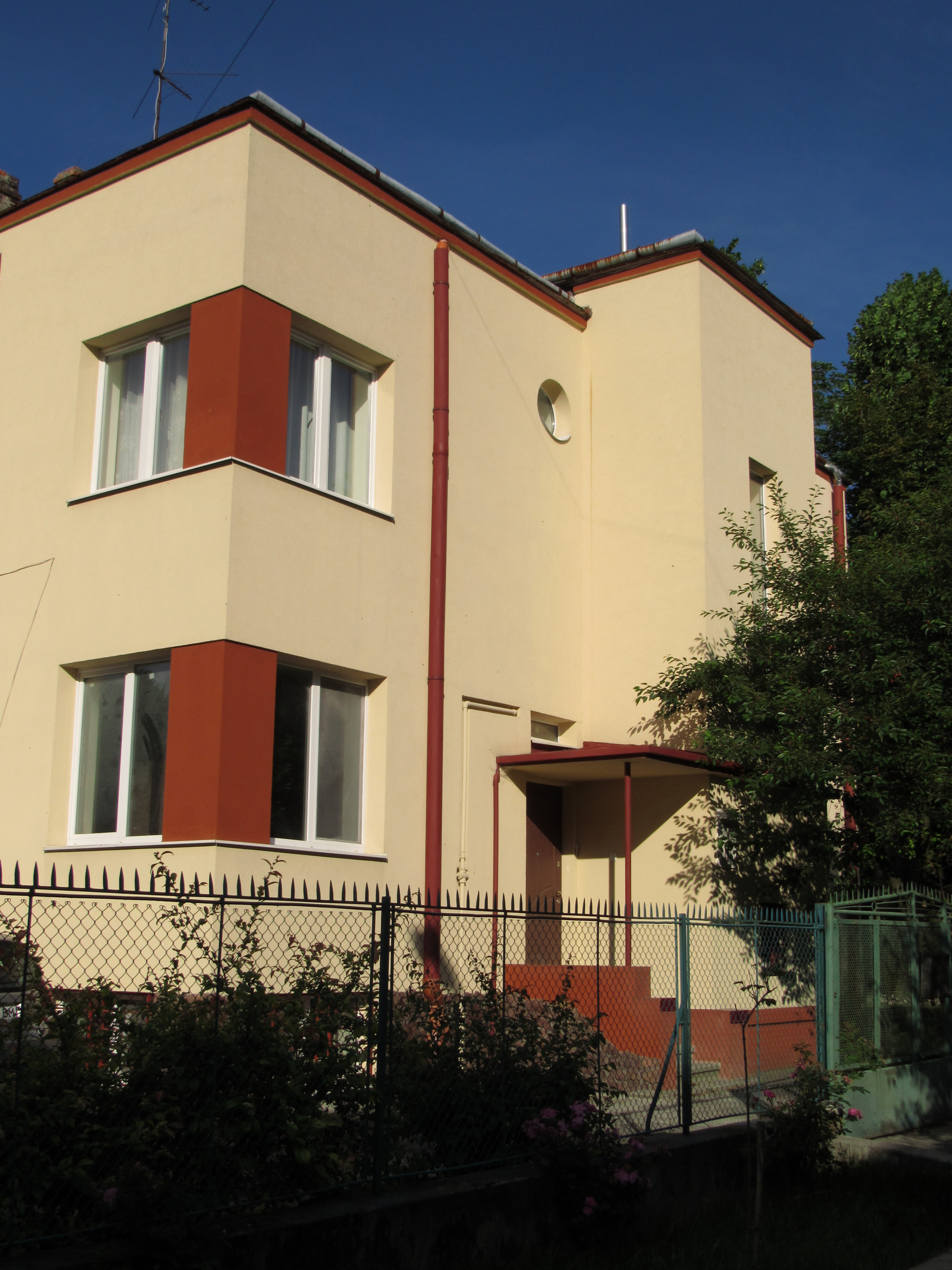
Житловий будинок (вул. Чумацька, 11а)
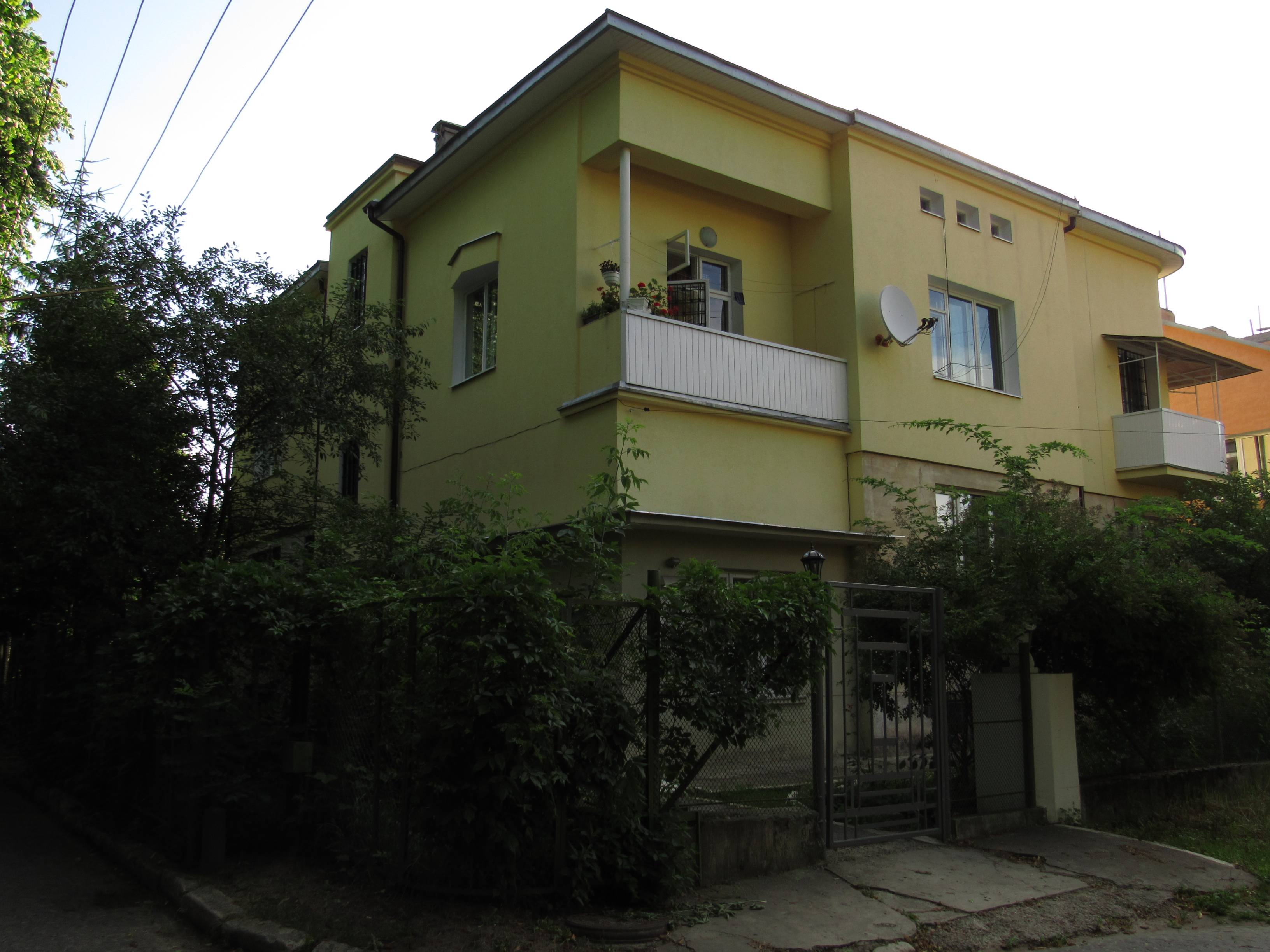
Житловий будинок (вул. Чумацька, 26)

## У культурі
Віктор Морозов присвятив цьому куточку Львова окрему пісню «На Професорській кольонії», в якій музикант висловлює своє захоплення місцевістю: 
|  | На Професорській кольонії панєнки пахнут, як півонії, Нема в Цісарстві, ані в Польонії, як на Професорській кольонії… |